# Moorgate
Moorgate es un área del municipio londinense de la City de Londres. En origen era una poterna de la muralla de Londres construida originalmente por los romanos. Se convirtió en una puerta en el siglo XV y fue demolida en 1762, pero el nombre sobrevive para una calle que conecta la City con los distritos londinenses de Islington y Hackney, y fue construida alrededor de 1846 como uno de los nuevos accesos al puente de Londres.
El nombre "Moorgate" deriva del área cercana de Moorfields, que fue uno de los últimos terrenos abiertos de la ciudad. Hoy en día el área es un centro financiero, y cuenta con varios bancos de inversión. La calle también alberga edificios de oficinas históricos y contemporáneos.
La estación de Moorgate del metro de Londres es recordada por el accidente de Moorgate de 1975. En el incidente, un tren que terminaba en la estación no se detuvo y se estrelló contra un muro de ladrillos, falleciendo 43 personas. Esto dio lugar a la instalación de sistemas en el metro que detienen automáticamente los trenes en los callejones sin salida, sistema conocido como control Moorgate.